# Иса (притока Великаје)
Иса (рус. Исса) река је на западу европског дела Руске Федерације. Протиче преко западних и централних делова Псковске области, односно преко територија Опочког, Себешког и Пушкиногорског рејона. Лева је притока реке Великаје у коју се улива на 178. километру њеног тока узводно од ушћа, те део басена реке Нарве, односно Финског залива Балтичког мора.
Река Иса извире на крајњем југозападу Псковске области, на подручју Себешког рејона уз саму границу са Летонијом. Свој ток започиње као отока маленог језера Дедино. У Великају се улива нешто јужније од варошице Пушкинскије Гори. Укупна дужина водотока је 174 km, док је површина сливног подручја око 1.580 km².
У горњем делу тока тече у смеру севера, њено корито је ту доста уско и не прелази 20 метара ширине, обале су ниске и обрасле трском. У средњем делу тока скреће у смеру североистока и тај правац задржава све до ушћа. Готово паралелан ток са Исом имају Сињаја и Великаја. Њена једина значајнија притока је река Вет (дужине тока од 57 km).